# Левицкая, София Филипповна

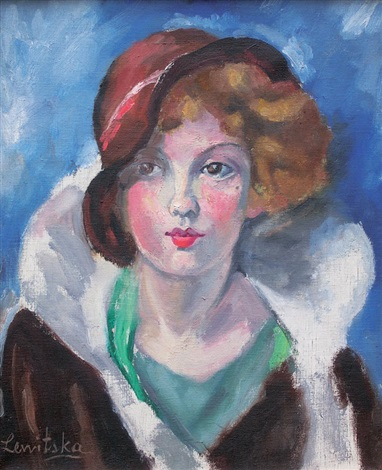
София Левицкая — Портрет парижской дамы

София Филипповна Левицкая (фр. Sonia Lewitska, укр. Софія Пилипівна Левицька; 9 марта 1874 — 20 сентября 1937) — украинская художница-эмигрантка; работала в Париже. Известна своей живописью и графикой в стилях кубизма и постимпрессионизма с влиянием народного украинского искусства.

## Биография

### Происхождение и брак
Родилась 9 марта 1874 года на Подолье в богатой украинской семье помещиков. Её отец Филипп Левицкий был помещиком в селе Ольховцы (ныне Хмельницкая область) и инспектором народных школ Подольской губернии. Он был приятелем Владимира Антоновича, Тадея Рыльского, Павла Житецкого, активно интересовался общественной и культурной работой. Брат Софии — Модест Левицкий, врач и писатель, в 1919 году был председателем украинской дипломатической миссии в Греции, впоследствии — преподавателем Украинской хозяйственной академии в Подебрадах.
Детство и молодость художницы прошли между родным селом Ольховцы и Киевом, где Левицкие имели собственное жильё. Едва Софии исполнилось 19 лет, её выдали замуж за врача Маниловского. Это стало началом трагического этапа жизни художницы. Мужчина оказался морально деградированной личностью, злоупотреблял алкоголем. В этом браке у Софии родилась дочь Ольга, которая оказалась умственно отсталой. Не выдержав издевательств и неприятностей от мужа, Софья с малолетним ребёнком возвращается в родительский дом.

### Переезд в Париж
Когда Ольга немного подросла, София проявляет желание учиться живописи, потому что ещё в Киеве посещала художественную студию Сергея Светославского, где умело себя проявляла. Много украинских художников приобретали опыт на чужбине, внося свою художественную лепту в развитие мирового искусства. В случае с Софией, её судьба тесно переплелась с французским культурным миром. После долгих колебаний родители в 1905 году отправляют её в Париж, где София Левицкая записывается в школу Эколь де Боз-Ар. Её успехи в учёбе были настолько значительными, что уже через год её допускают делать копии с картин в Лувре. В этот период её захватывают произведения Делакруа, Фрагонара и Пюви де Шавана. Во время учёбы София познакомилась с начинающим художником Жаном Маршаном, дружеские отношения с которым переросли в любовь и совместную жизнь на протяжении последующих двадцати лет.
В 1906 году Левицкая наведалась в Киев и с восторгом повествовала киевским художникам о Париже и призвала их ехать на учёбу именно к Франции. Париж всегда был подвижным художественным центром, где украинцев никогда не было. Молодёжь ехала туда, чтобы приобрести профессиональные знания, а старшие художники пробовали искать там признания и славы. Кое-кто задерживался там на некоторое время и выезжал, но были и такие, что задерживались надолго. В отличие от своих американских земляков, украинских художников в Польше, украинцы во Франции никогда не стремились создать некое национальное художественное объединение. Они там просто жили, иногда собирались вместе, иногда выставляли свои работы, а дальше каждый снова жил своей индивидуальной жизнью и французской общественности ничего не говорила страна их происхождения. Такую ситуацию пыталась исправить украинская художница София Левицкая.
После окончания школы вместе с Маршаном художница осела в Париже. Она много рисовала, в основном большие по объёму картины и выставляла их в парижском Салоне «Независимых» и Осеннем салоне. Картину «Сбор яблок» отметили члены выставочного комитета Осеннего салона, и с 1910 года она стала постоянным членом этого Салона. Её произведения находят положительные отзывы, в частности критик и поклонник современного искусства французский поэт Гийом Аполлинер очень положительно оценил её «Белого единорога в райском саду».
Вторая сборная выставка кубистов в 1912 году, в которой принимал участие прославленный впоследствии Александр Архипенко, также не обошлась без участия Софии.
В 1913 году София Левицкая организует свою первую персональную выставку в галерее Б. Вайль. В предисловии к каталогу этой импрезы Шарль Мальпель писал: «Из сочинений Сони Левицкой пробивается очень тонкая поэзия, которая исходит из спокойного искусства. А все же этого художника считают одним из самых смелых под современную пору… Искусство госпожи Левицкой есть очень хорошее и очень непосредственное».

### Национальное пробуждение
Первую мировую войну художница пробыли в Париже, не покидая занятий искусством. Известия о том, что Российской империи пришёл конец, что в России началась революция, что украинский народ стремится организовать государственную жизнь, Левицкая воспринимала одобрительно. Она и сама хотела чем-то помочь украинскому делу — пожелала дать французам описание Украины и её обычаев. Для этого самостоятельно перевела на французский язык «Вечера на хуторе близ Диканьки» Николая Гоголя. Подготовила для издания и собственные иллюстрации. Книга, правда, вышла в свет только в 1921 году и в настоящее время составляет библиографическую редкость.
В 1919 году художница создала lenore «Освобождение Украины», где казак, поборов двуглавого орла, атакует белого. О событиях в Украине её информировал брат Модест.

При этом София Левицкая интересовалась не только живописью, а всеми проявлениями творческого культурной жизни — литературой, музыкой; она не могла жить в изоляции и сплачивала вокруг себя дружеские круги французских художников и литераторов. В 1920-х годах весёлая и общительная София украинской искренностью и богатством идей сумела на товарищеских вечеринках в своём доме соединить ряд французских художников, литераторов и критиков. Как вспоминал украинский художник Алексей Грищенко, который жил в то время во Франции и дружил с Софией: 
«Усі любили її за милу вдачу, добрість і гостинність. Маючи до краю обмежені матеріяльні засоби, вона, проте, вишукувала можливості, щоб придбати печива і почастувати гостей чаєм, або й, із щиро слов'янською сердечністю, обідом. Соня забувала про свої турботи і для кожного знаходила відповідне слово, щоб розважити і підбадьорити»
 В разговорах присутствующие не оставляли в стороне и страну происхождения хозяйки дома, а сама Левицкая призвала французских художников ехать на Украину и описывать её неповторимые пейзажи.
К середине 20-х годов каждое лето Левицкая выезжала на юг Франции, где рисовала провансальские пейзажи и портреты. Наряду с живописью немало внимания посвящала графике. Самобытный графический модерн Софии Левицкой во Франции был тесно связан с традициями украинского народного искусства.

### Возвращение дочери
После долгой совместной творческой жизни с Жаном Маршаном, в конце жизни Софья осталась одинокой. С ухудшением ситуации в Киеве, родственники Софии больше не могли воспитывать её дочь Ольгу и отправили её к маме. Сначала София ещё жила надеждой вылечить дочь — водила её к разным профессорам и специалистам, но болезнь была врождённой и лечению не поддавалась. Присутствие Ольги влияло на ухудшение отношений между Левицкой и Маршаном, который после стольких прожитых вместе лет просто оставил Софию с дочерью. Моральную поддержку оказали брат Модест и земляки, которые жили в Париже. Спасения художница искала в творчестве, в мире искусства. В своих работах София часто обращалась к сказочным образам («В заколдованном городе», «Всадники», «Единороги»), в которых убегала от печальной реальности.
Семейная и личная трагедии, болезнь дочери наложили тяжёлый отпечаток на психику Софии. В начале 1930-х годов у неё начинают проявляться первые признаки психической болезни. Она борется, рисует картины, делает проекты вышивок, которые вышивает больная дочь. Но цвета на картинах становятся все более тёмными, а сил, чтобы завершить задуманную картину, не хватает.
На фоне нервного истощения и психической болезни София Левицкая, потеряв надежду вылечить дочь, пробует отравить — но такая попытка заканчивается собственным безумием. Болезнь побеждает, и 20 сентября 1937 года София Левицкая заканчивает свой земной путь.

### После смерти
Смерть Софии тронула её французских приятелей. Один из них, поэт Эмиль Бернар, даже написал стихотворение на её смерть, в котором есть строка: «Она была такой редкостью на земле». Французы решили упорядочить её творческое наследие и ради этого даже создали общество «Друзья Софии Левицкой», в который вошло немало известных французских художников. В планах общества были намерения устроить посмертную выставку, издать монографию, распечатать ещё не обнародованные гравюры. Воплотить в жизнь удалось только первое — в мае-июне 1938 года в галерее Самбона состоялась выставка произведений Софии, на которой были представлены небольшие полотна и акварели, запечатлевшие воспоминания художницы об Украине: цветы, крестьян, танцы и портреты… Все остальные намерения оборвала Вторая мировая война.
Тем не менее, её имя навсегда вошло в историю французской графики XX века. В украинских музеях и частных коллекциях произведений художницы почти нет, во Франции сохранились лишь единичные графические и масляные произведения Софии Левицкой. Печатных материалов, исследований и воспоминаний о ней, кроме упоминаний в современной ей французской прессе, также очень мало…